# اندی ویر
اندی ویر (انگلیسی: Andy Weir (writer)؛ زادهٔ ۱۶ ژوئن ۱۹۷۲) نویسنده اهل ایالات متحده آمریکا است که در سبک علمی تخیلی می‌نویسد. اولین رمانش به نام مریخی او را به شهرت رساند. بر اساس این رمان فیلمی به همین نام به کارگردانی ریدلی اسکات ساخته شد.

## آثار
- مریخی
- آرتمیس
- پروژه هیل مری
- گذرگاه خندان (مشترک با سارا اندرسون)